# Natural Bridge (Aruba)

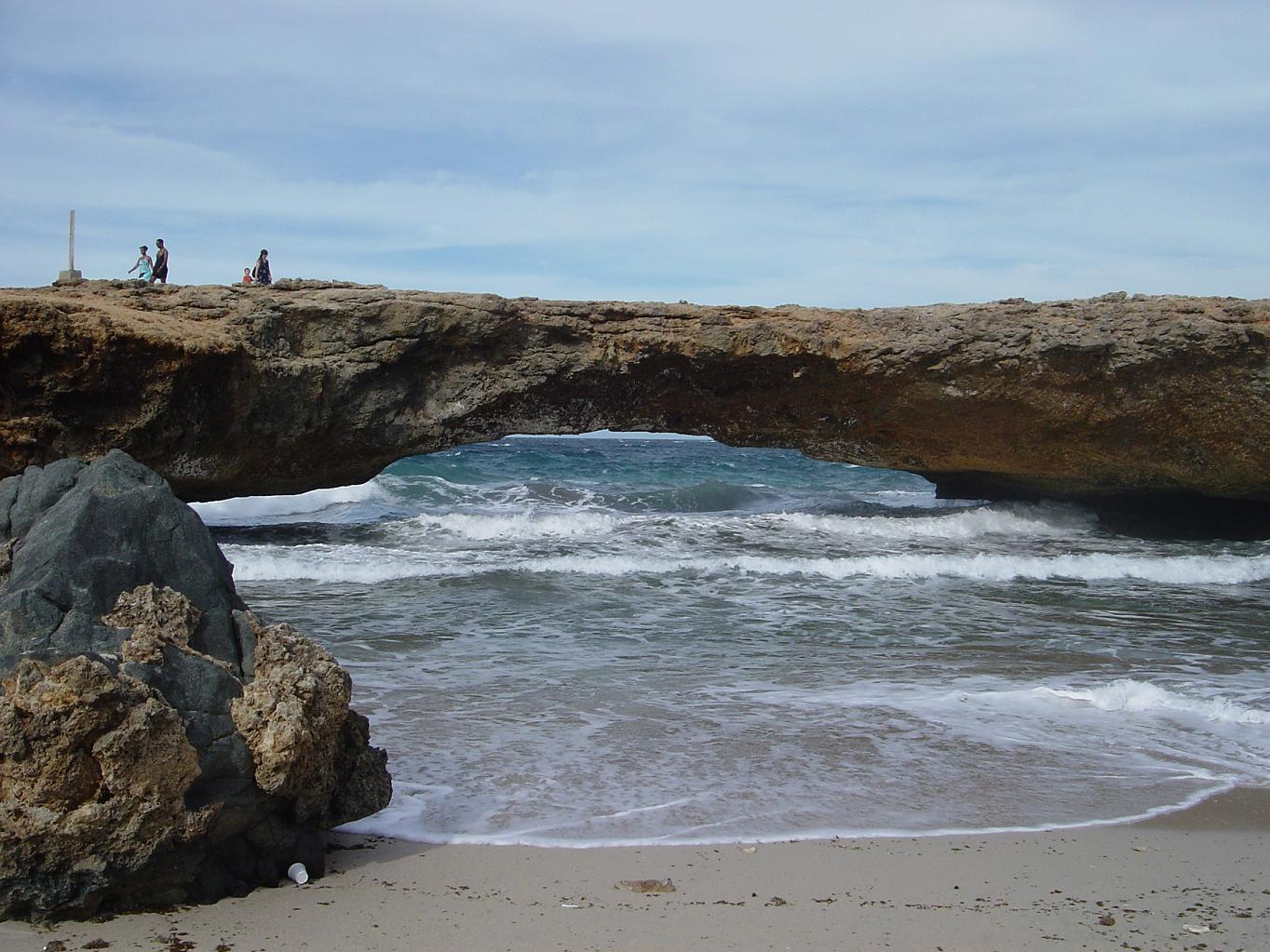
De brug voor het instorten

De Natural Bridge op Aruba was een natuurlijke brug op het eiland Aruba die is ingestort op 2 september 2005.
De Natural Bridge is gevormd door koraalkalksteen die uitgesneden is door de golven in de loop van jaren. 
Het was de langste natuurlijke brug in de Caraïben met een hoogte van 7 en een lengte van 30 meter. Kleinere natuurlijke bruggen zijn overigens nog altijd aanwezig op het eiland, waarvan er zich een naast de resten van de ingestorte brug bevindt.
De restanten zijn nog steeds te bezoeken en er is een kleine 'Natural Bridge' zichtbaar. 